# Andrei Istrățescu
Andrei Istrățescu (ur. 3 grudnia 1975) – francuski szachista pochodzenia rumuńskiego, arcymistrz od 1993 roku.

## Kariera szachowa
Pierwsze sukcesy zaczął odnosić w wieku nastoletnim. W 1991 roku zdobył w Mamai tytuł mistrza Europy juniorów do lat 16, a w 1994 w Çanakkale – tytuł drużynowego mistrza Europy juniorów do lat 20. Jest pięciokrotnym medalistą indywidualnych mistrzostw Rumunii: złotym (1992), dwukrotnie srebrnym (1994, 1996) oraz dwukrotnie brązowym (1990, 1999). Pomiędzy 1992 a 2008 siedmiokrotnie wystąpił na szachowych olimpiadach (w tym dwukrotnie na I szachownicy), a w latach 1992, 1999, 2005 i 2009 reprezentował Rumunię na drużynowych mistrzostwach Europy. W roku 1997 wystąpił na rozegranych w Groningen mistrzostwach świata systemem pucharowym, w I rundzie zwyciężając Aleksandra Czernina, ale w II przegrywając z Andriejem Sokołowem, natomiast w 2004 zajął IV miejsce w mistrzostwach Europy, które odbyły się w Antalyi.
Odniósł wiele sukcesów w turniejach międzynarodowych, zwyciężając bądź dzieląc I miejsce m.in. w Bukareszcie (1994 - wspólnie z Michaiłem Brodskim, 2000, 2001), Belgradzie (1994), Chanii (2000), Korinthos (2001, wspólnie z Jewgienijem Najerem, Aleksandrem Grafem i Igorem Miladinoviciem), Sautron (2001), Wijk aan Zee (2002, turniej Corus-C, wspólnie z Ianem Rogersem), Avoine (2003, 2004 - wspólnie z Hugo Tirardem), Sautron (2003, wspólnie z Jirim Stockiem i Siergiejem Fiedorczukiem), Nantes (2003), Plancoët (2004), Nancy (2005, wspólnie z Friso Nijboerem i Christianem Bauerem), La Roche-sur-Yon (2007), Deizisau (2012, turniej Neckar-Open, wspólnie z Konstantinem Szanawą), w Dieppe (2013) oraz Dubaju (2015).
Najwyższy ranking w dotychczasowej karierze osiągnął 1 czerwca 2013 r., z wynikiem 2655 punktów zajmował wówczas 94. miejsce na światowej liście FIDE, jednocześnie zajmując 6. miejsce wśród francuskich szachistów.